# Изабела де Медичи
Изабèла Рòмола де Мèдичи (на италиански: Isabella Romola de’ Medici; * 31 август 1542, Флоренция, Флорентинско херцогство; † 16 юли 1576, Черето Гуиди, Велико херцогство Тоскана) от рода Медичи, е чрез брак първа херцогиня на Брачано и Ангуилара.
Тя е една от най-красивите и образовани жени на Ренесанса. Покровителства учени, поети и музиканти.

## Произход
Тя е третото дете и втората дъщеря на Козимо I де Медичи (1519 – 1574), бъдещ велик херцог на Тоскана, тогава херцог на Флоренция, и дона Елеонора Алварес де Толедо (1522 – 1562), аристократка от Дом Алба. По бащина линия е внучка на кондотиера Джовани дале Банде Нере и на Мария Салвиати, чрез които самият Лоренцо Великолепни е неин прапрадядо, а по майчина – на Педро Алварес де Толедо и Сунига, вицекрал на Неапол, и на Мария Осорио и Пиментел, маркиза на Вилафранка дел Биерсо. Има седем братя и три сестри:
- Мария Лукреция (1540 – 1557), принцеса
- Франческо I (1541 – 1587), 2-ри Велик херцог на Тоскана
- Джовани (1543 – 1562), епископ на Пиза и кардинал от 31 януари 1560 г.
- Лукреция (1544 или 1545 – 1561), херцогиня на Ферара, Модена и Реджо като съпруга от 1560 г. на Алфонсо II д’Есте
- Пиеро (Педрико) (1546 – 1547)
- Гарция (1547 – 1562)
- Антонио (1548 – 1548)
- Фердинандо I (1549 – 1609), кардинал от 1562 г., след смъртта на брат си Франческо I става 3-ти Велик херцог на Тоскана (1587)
- Анна (1533 – 1553)
- Пиетро, понякога наричан Пиеро или Педро и известен в Испания като Дон Педро (1554 – 1604), военен, генерал и политик.

Освен това има 1 полусестра от втория брак на баща си и 1 полубрат и 2 полусестри извънбрачните му връзки.

## Биография

### Ранни години
Още в утробата принцесата е толкова активна, че бременната майка е сигурна, че ще има син, но бащата, напротив, очаква раждането на дъщеря. Елеонора дори се обзалага с Козимо, че ще се роди момче и че ще загуби. Момиченцето, което се ражда, е наречено Изабела в чест на леля си по майчина линия и първата жена на баща си, и Ромола в чест на покровителя на град Фиезоле Ромул. Раждането ѝ е посрещнато с голяма радост в Дом Медичи. Според съвременници тя е най-красивото дете в семейството на херцога и херцогинята на Флоренция.
Детството на Изабела преминава между Палацо Векио и Палацо Пити, в които се намира дворът на херцогството, преминавайки от един дворец в друг. Всички деца на херцога и херцогинята получават добро образование. На 5-годишна възраст Изабела започва да учи латински и старогръцки. Хуманитарните науки са ѝ преподавани от филолозите Антонио Анджели да Барга и Пиеро Ветори, а музика учи от придворния музикант и композитор Матия Рамполини. Особено от детството принцесата развива близки отношения с по-малкия си брат Джовани, бъдещ кардинал.

### Брак
Когато Изабела е на 11 г., родителите ѝ я сгодяват за 12-годишния Паоло Джордано I от Дом Орсини, владетел на Брачано и Ангуилара, син на Джероламо Орсини и Франческа Сфорца ди Санта Фиора; от страна на баща си е внук на Феличе дела Ровере, незаконната дъщеря на папа Юлий II, а от страна на майка си е внук на Констанция Фарнезе, незаконната дъщеря на папа Павел III. Този брак трябва да продължи дългата традиция на брачни отношения между Дом Орсини и Дом Медичи. От друга страна херцогът на Флоренция се надява по този начин да укрепи позицията на Медичите при Светия престол и да постави Орсини вместо традиционната служба на краля на Франция в услуга на Императора на Свещената Римска империя.
На 11 юли 1553 г. в Рим е подписан брачният договор. От страна на младоженеца договорът е подписан от неговия настойник, кардинал Гуидо Асканио Сфорца ди Санта Фиора, а от страна на булката – от пратеника на херцога на Флоренция Аверардо Серистори. На 24 юли същата година споразумението е ратифицирано във Флоренция, където пристига младоженецът и където трябва да се установи под надзора на своя тъст. Брачната церемония се състои във Флоренция на 28 януари 1556 г., преди Паоло Джордано да замине за Рим. Месец преди това събитие папа Павел IV го назначава за командир на армията на Папската държава и го призовава на война срещу армията на Испания и империята. Сватбените тържества се състоят във Флоренция на 3 септември 1558 г., след края на войната. В чест на това събитие композиторите Франческо Кортеча и Филип де Монте написват вокални произведения.
След нещастните войни на папата съпрузите отиват да живеят в Палацо Медичи във Флоренция. След смъртта на нейните сестри Мария и Лукреция, и майка ѝ Елеонора между 1559 и 1562 г. Изабела получава от баща си ролята на първа дама на по-късното Велико херцогство Тоскана. Тя участва в официалните приеми. Като единствена жена в семейството тя се грижи за по-малките си братя и сестри.

### Херцогиня на Брачано
На 9 октомври 1560 г. папа Пий IV дава на Сеньория Брачано статут на херцогство и Паоло Джордано става първият херцог на Брачано, а съпругата му херцогиня. През октомври 1565 г. херцогът на Флоренция им подарява Вила „Поджо Барончели“, която по желание на дъщеря му е украсена със скулптури на Винченцо де Роси и Винченцо Данти.
Изабела участва активно в политическия живот на Флорентинското херцогство. Поддържа неофициални дипломатически контакти със съпругите на главите на управляващите домове. Кореспондира си с Йохана Австрийска, жената на по-големия ѝ брат, преди да пристигне на сватбата в Тоскана през декември 1565 г. Изабела я среща лично и прекарва известно време с нея във Вила „Медичи“ в Поджо а Каяно, като ѝ помага да свикне с новите условия. По време на тържественото влизане на булката на наследника на Флоренция херцогинята на Брачано е придружена от личен двор. Тя е до баща си, когато папа Пий V му дава титлата на Велик херцог на Тоскана през 1570 г. в Рим.
Според съвременниците Изабела е красива, интелигентна и благочестива жена. В къщата си във Флоренция тя предоставя убежище на хора, преследвани от Инквизицията. Приема на служба протестантския теолог Фаусто Поало Социни. Покровителства фигури на науката и изкуството. Подкрепя творчеството на композиторката, музикантката и певицата Мадалена Мецари, по прякор Казулана. На свой ред учени, композитори и поети посвещават своите композиции на нея. Изабела сама пише музика, като е запазена единствената ѝ творба – композицията за лютня „Радостта от живота". Вече в зряла възраст тя сериозно изучава математика под ръководството на известния астроном и математик Иняцио Данти.
Изабела дълго време няма деца със съпруга си. Военната кариера на херцога е отчасти виновна за това. Известен кондотиер, той участва в много битки и дори е ранен в известната битка при Лепанто. След поредица от спонтанни аборти херцогинята успя да роди три деца, две от които оцеляват. Заедно с децата си, по молба на Великия херцог, Изабела отглежда по-малкия си брат дон Джовани, роден от извънбрачната връзка на баща ѝ с Елеонора дели Албици.

### Обстоятелства около смъртта
Изабела умира във Вилата на Медичите в Черето Гуиди близо до Флоренция на 16 юли 1576 г. на 33-годишна възраст. Причината за смъртта на херцогинята на Брачано, която преди това е била болна от дълго време, е периодична треска. Естественият характер на смъртта се потвърждава от архивните документи. От оцелялата обширна кореспонденция между Изабела и нейния съпруг се вижда, че херцогът и херцогинята се обичат и Паоло Джордано се тревожи за здравето на болната си съпруга. Изабела помага на съпруга си на политическата сцена и смъртта ѝ съсипва кариерата му. Въпреки това почти веднага след смъртта ѝ се появяват слухове, че тя е била убита. Източниците на тези слухове, описващи Изабела като развратница, а съпруга ѝ като жесток и егоистичен тиранин, са хроники и откровено клеветнически анонимни памфлети на противници на Медичите. Слуховете се разпространяват умишлено чрез дипломатическата кореспонденция на държави, враждебни на Великото херцогство Тоскана. Официално е обявено, че херцогинята на Брачано е починала във Вила Черето Гуиди, където е била по време на лов, че е починала сутринта, когато е измила косата си, а херцогът на Брачано я е намерил мъртва на колене.
Борбата на роднините на Изабела с клеветниците допринася за още по-голямо разпространение на слухове. Има няколко версии за неуспешното убийство. Според една от тях херцогинята, на която липсвало мъжко внимание, в отсъствието на съпруга си си намерила любовник, който е бил далечният братовчед на съпруга ѝ Троило Орсини от линията Монтеротодно, който се е грижел за нея. Докато Великият херцог е бил жив, който, между другото, също е бил обвиняван в кръвосмесителни отношения с дъщеря си, Херцогинята на Брачано се чувствала в безопасност, но със смъртта на баща си тя загубила подкрепата му. Новият велик херцог, нейният по-голям брат Франческо, е наредил на мъжа ѝ рогоносец да убие невярната си съпруга. Заповедта била изпълнена и херцогинята била удушена във Вила Черето Гуиди по обяд в присъствието на няколко свидетели. Според друга версия херцогът на Брачано се влюбил в омъжената Витория Акорамбони (което наистина е било така), убил съпруга ѝ и решил да се отърве от съпругата си, лъжливо обвинявайки я в изневяра. Троило, който е посланик за Тоскана и Франция, е убит в Париж на 1 декември 1577 г. от Паоло Джордано, вероятно със съгласието на Франческо I, брат на Изабела.
Още през XVIII век историкът Якопо Ригуччо Галуци в своята „История на Велико херцогство Тоскана“ (1781) посочва липсата на документи и надеждни доказателства, потвърждаващи убийството на Изабела. Единствената причина за слуховете според него е внезапността на смъртта на херцогинята за поданиците. Последните проучвания на ръководителя на Капитолийския исторически архив – историчката Елизабета Мори убедително доказват естествения характер на смъртта на херцогинята на Брачано и фалшификацията на историята за нейното убийство. Версията за убийството се оказва погрешна, но е подкрепена от писатели и драматурзи в множество творби.

## Брак и потомство
∞ 11 юли 1553 г. в Рим (договор), 3 септември 1558 г. в Поджо а Каяно (Флоренция) за Паоло Джордано I Орсини (* 1541, Брачано; † 13 ноември 1585, Сало), първи херцог на Брачано, от когото има две дъщери и един син:
- Франческа Елеонора Орсини, наричана Нора (* март 1571, † 17 декември 1634), ∞ за Алесандро Сфорца (* 1572, † 29 април 1631), херцог на Сени, граф на Санта Фиора и Котиньола, маркиз на Прочено и Варци
- Изабела Орсини (*/ † 1572)
- Вирджинио Орсини (* 1572, † 9 септември 1615), втори херцог на Брачано (1585 – 1615), ∞ за Флавия Перети-Дамашени (* 1573, † 14 септември 1606), от която има 11 деца.

## Изабела де Медичи в културата
Сюжетът за убийството на херцогинята на Брачано е широко разпространен в литературата – от кървавата трагедия „Белият дявол“ (1612) на Джон Уебстър до историческия роман „Изабела Орсини: херцогинята на Брачано“ (1856) на Франческо Доменико Гуераци и историческото есе „Медичите“ (1845) от Александър Дюма. Споменава се и в „Италиански хроники“ на Стендал. Съвременните публикации по темата включват измислени биографии на историка Каролайн П. Мърфи – „Убийството на принцесата Медичи“ (2008) и „Изабела де Медичи: Живият живот и трагичният край на една ренесансова принцеса“ (2011). Същият сюжет е използван от Валентино Солдани за създаването на либретото на операта „Изабела Орсини“ (1920) от композитора Ренато Броджи.
Запазени са няколко портрета на Изабела, изобразяващи я на различна възраст. Детски портрет на принцесата от Аньоло Брондзино, рисуван през 1552 – 1554 г., се съхранява в колекцията на Националния музей в Стокхолм. В частна колекция е портрет на Изабела с куче от 1560 г., който се приписва на Алесандро Алори; четката на този художник е отговорна за няколко портрета на Изабела. Един от тях, рисуван през 1574 г., от колекцията на Удсуърт Атенеум в Хартфорд, я показва със сина ѝ. Посмъртен портрет на Изабела от 1587 г., направен от неизвестен художник в Художествено-историческия музей, Виена, вероятно изобразява херцогинята на Брачано в последните ѝ години. Галерия „Уфици“ притежава два портрета също от Алесандро Алори, образът на херцогинята на които се оспорва от изследователите: някои от тях смятат, че Бианка Капело е изобразена на „Портрет на Изабела с музика“, а Лаудомия де Медичи е изобразена на „Портрет на Изабела с кожа“.